# Phaonia varians
Phaonia varians är en tvåvingeart som först beskrevs av Jacques-Marie-Frangile Bigot 1885.  Phaonia varians ingår i släktet Phaonia och familjen husflugor. Inga underarter finns listade i Catalogue of Life.